# Johann Eccarius
Johan Georg Eccarius (23 de agosto de 1818, Friedrichroda, Turíngia - 4 de março de 1889, Estados Unidos) foi um líder operário, socialista e membro da Associação Internacional dos Trabalhadores. Foi membro da Liga dos Comunistas  e mais tarde tornou-se correspondente da seção americana da AIT, cargo que exerceu de 1870 até 1872.